# Euplexia borbonica
Espèce
Euplexia borbonica est une espèce de lépidoptères (papillons) de la famille des Noctuidae qui est endémique de l'île de La Réunion.